# Luis Fonsi
Luis Fonsi (San Juan, 15 april 1978), artiestennaam van Luis Alfonso Rodríguez López-Cepero, is een zanger en acteur uit Puerto Rico. Fonsi werd vooral bekend door zijn nummer Despacito met Daddy Yankee.

## Biografie

### Jeugd
Fonsi werd geboren in San Juan, Puerto Rico, maar verhuisde al op zijn tiende naar de Amerikaanse staat Florida. Hij is de oudste van drie kinderen. Hij heeft een jongere broer Jean en jongere zus Tatiana. Op het moment van de verhuizing kon Luis nog geen woord Engels, maar hij leerde de taal snel. Na de middelbare school ging hij muziek studeren aan de Florida State University. Deze studie rondde hij met goede beoordelingen af.

### Begin in de muziekwereld
In 1998 bracht Fonsi zijn debuutalbum Comenzaré uit. Hij wist direct de hitlijsten in veel Zuid-Amerikaanse landen te halen, met zijn nummers Dime como, Perdóname, Si tú quisieras en Me iré. Het album werd goud, en twee jaar later herhaalde Fonsi dat kunstje met zijn tweede album Eterno. In augustus 2000 mocht hij optreden voor Paus Johannes Paulus II.

### 2002-2016
In 2002 publiceerde Fonsi twee albums: zijn derde Spaanstalige, en eerste (en enige) Engelstalige. In dat jaar had hij ook een rol in een telenovela. In de jaren die volgden bracht Fonsi nog vijf albums uit. Hij werkte bovendien veel samen met andere artiesten, waaronder Christina Aguilera. In 2008 speelde hij mee in een frisdrankreclame in Puerto Rico. In 2015 werd Fonsi voor een jaar coach in het programma The Voice Chile, de Chileense variant van The voice of Holland.

### 2017
In januari 2017 bracht Fonsi met Daddy Yankee het nummer Despacito (Spaans verkleinwoord van 'langzaam') uit. Dit nummer groeide uit tot een wereldwijde megahit, mede te danken aan een remix die ervan gemaakt werd in samenwerking met de Canadese zanger Justin Bieber. De single behaalde nummer 1-noteringen in tientallen landen, waaronder in Nederland, België (zowel de Vlaamse als Waalse Ultratop), de Verenigde Staten, het Verenigd Koninkrijk, Rusland, Australië, Duitsland, Frankrijk en in vrijwel alle Zuid-Amerikaanse landen. In de Nederlandse Top 40 stond Despacito vijftien weken op nummer 1, in Vlaanderen 12. De muziekvideo ervan werd in recordtijd meer dan vijf miljard keer bekeken op YouTube en het is tevens de best bekeken video ooit op het mediaplatform.
In februari 2017 werkte Fonsi samen met de Nederlandse artiest Afrojack voor het nummer Wave your flag. Het bleef steken in de tipparade. In november 2017 kwam zijn nummer Échame la Culpa (Spaans voor geef mij de schuld) uit, in samenwerking met Demi Lovato. Ook dit werd internationaal een grote hit. In de Ultratop 50 stond deze single 33 weken genoteerd en behaalde het de negende plaats. In de Nederlandse Top 40 bereikte het de tweede positie.

## Privéleven
In 2001 leerde Fonsi actrice Adamari López kennen. In 2004 verloofde het stel zich. Niet veel later kreeg López kanker, waarvan ze volledig genas. Op 3 juni 2006 trouwden de twee. Ze kregen geen kinderen en meldden in 2009 dat ze gingen scheiden.
Fonsi kreeg wel kinderen met model Águeda López. In december 2011 kwam dochter Mikaela op de wereld. In 2014 trouwden Luis en Águeda. Ze kregen in december 2016 zoon Rocco.

## Discografie

### Albums
- Comenzaré (1998)
- Eterno (2000)
- Amor Secreto (2002)
- Fight the Feeling (2002)
- Abrazar la Vida (2003)
- Paso a paso (2005)
- Palabras del Silencio (2008)
- Tierra Firme (2011)
- 8 (2014
- daan

| Album met eventuele hitnotering(en) in de Nederlandse Album Top 100 | Datum van verschijnen | Datum van binnenkomst | Hoogste positie | Aantal weken | Opmerkingen |
| ------------------------------------------------------------------- | --------------------- | --------------------- | --------------- | ------------ | ----------- |
| Vida                                                                | 01-02-2019            | 09-02-2019            | 91              | 1            |             |

| Album met hitnotering(en) in de Vlaamse Ultratop 200 albums | Datum van verschijnen | Datum van binnenkomst | Hoogste positie | Aantal weken | Opmerkingen   |
| ----------------------------------------------------------- | --------------------- | --------------------- | --------------- | ------------ | ------------- |
| Despacito & mis grandes éxitos                              | 2017                  | 02-09-2017            | 14              | 13           | Verzamelalbum |
| Vida                                                        | 2019                  | 09-02-2019            | 64              | 1            |               |

### Singles (hitnoteringen)
| Single met eventuele hitnotering(en) in de Nederlandse Top 40 | Datum van verschijnen | Datum van binnenkomst | Hoogste positie | Aantal weken | Opmerkingen                                                   |
| ------------------------------------------------------------- | --------------------- | --------------------- | --------------- | ------------ | ------------------------------------------------------------- |
| Wave your flag                                                | 2017                  | 04-03-2017            | tip21           | -            | met Afrojack                                                  |
| Despacito                                                     | 13-01-2017            | 01-04-2017            | 1 (15wk)        | 29           | Met Daddy Yankee / Nr. 1 in de Single Top 100 en Mega Top 50  |
| Despacito (remix)                                             | 2017                  | 29-04-2017            | 1 (15wk)        | 25           | Dubbelnotering / met Daddy Yankee & Justin Bieber             |
| Échame la culpa                                               | 2017                  | 30-12-2017            | 2               | 25           | met Demi Lovato / Nr. 17 in de Single Top 100                 |
| Baby                                                          | 2018                  | 01-12-2018            | 21              | 7            | met Clean Bandit & Marina and the Diamonds / Alarmschijf      |
| Date la vuelta                                                | 2019                  | 11-05-2019            | 8               | 19           | met Sebastián Yatra & Nicky Jam / Nr. 33 in de Single Top 100 |
| Pues                                                          | 2021                  | 01-05-2021            | tip27*          |              | met R3hab & Sean Paul                                         |

| Single met hitnotering(en) in de Vlaamse Ultratop 50 | Datum van verschijnen | Datum van binnenkomst | Hoogste positie | Aantal weken | Opmerkingen                                               |
| ---------------------------------------------------- | --------------------- | --------------------- | --------------- | ------------ | --------------------------------------------------------- |
| Despacito                                            | 2017                  | 18-02-2017            | 1 (12wk)        | 37           | met Daddy Yankee (en Justin Bieber in remix) / 4x platina |
| Échame la culpa                                      | 2017                  | 09-12-2017            | 9               | 33           | met Demi Lovato / Platina                                 |
| Calypso                                              | 2018                  | 30-06-2018            | tip             | -            | met Stefflon Don                                          |
| Baby                                                 | 2018                  | 17-11-2018            | tip5            | -            | met Clean Bandit & Marina and the Diamonds                |
| Per le strade una canzone                            | 2019                  | 16-02-2019            | tip19           | -            | met Eros Ramazzotti                                       |
| Date la vuelta                                       | 2019                  | 01-06-2019            | tip31           | -            | met Sebastián Yatra & Nicky Jam                           |

### NPO Radio 2 Top 2000
| Nummer met noteringen in de NPO Radio 2 Top 2000 | '17  | '18  | '19  |
| ------------------------------------------------ | ---- | ---- | ---- |
| Despacito (met Daddy Yankee)                     | 1346 | 1391 | 1813 |

1. ↑  Een vetgedrukt getal geeft de hoogste notering aan.
2. ↑  2017 was het eerste jaar met een notering voor dit nummer.
3. ↑  Deze tabel is bijgewerkt tot en met de laatste editie (2024).

- Biblioteca Nacional de España: XX1433650
- Gemeinsame Normdatei: 1130683834
- International Standard Name Identifier: 0000 0000 5933 7450
- Library of Congress Control Number: n2002076668
- MusicBrainz: d68fda90-ab8d-4799-be56-317ba4ae700f
- Nationale Bibliotheek van Tsjechië: pag20201084477
- Virtual International Authority File: 4294788
- WorldCat: E39PBJhH7Dqq8Mw37xc9t7WqwC